# Menhirs de Kerligan
Les menhirs de Kerligan sont deux menhirs situés à Kerien dans le département français des Côtes-d'Armor.

## Description
Les deux menhirs étaient distants d'environ 800 m. Le grand menhir mesure 5,15 m de hauteur pour 2,40 m de largeur et 1,70 m d'épaisseur. Sa base est quadrangulaire. Le petit menhir fut renversé au début des années 1980 et déplacé dans un talus proche. A. Devoir en fit un relevé en 1921. C'était un petit menhir de forme ovoïde de 2,60 m de hauteur pour 2,10 m de largeur et 1,20 m d'épaisseur.